# Veronika Vítková
Veronika Vítková (* 8. Dezember 1988 in Vrchlabí, Tschechoslowakei) ist eine ehemalige tschechische Biathletin. Ihre größten Erfolge sind die Bronzemedaille im Sprint bei den Olympischen Winterspielen 2018 sowie der Weltmeistertitel 2015 mit der Mixed-Staffel. Zudem erreichte sie 2015 den vierten Platz im Gesamtweltcup.

## Karriere

### Anfänge und Medaillen im Juniorenbereich
Veronika Vítková lebt in Jilemnice und startete in ihrer Jugend für den KB Jilemnice, später für den SKP Kornspitz Jablonec. Sie begann 1999 mit dem Biathlonsport und gehörte seit 2004 zum Nationalkader Tschechiens. 2005 nahm Vítková erstmals in Kontiolahti an Juniorenweltmeisterschaften teil. Das beste Ergebnis war Platz neun im Sprint. Ein Jahr später gewann sie in Presque Isle den Titel im Einzel und wurde Fünfte im Sprint. Bestes Ergebnis bei den Junioreneuropameisterschaften in Langdorf war ein sechster Rang, ebenfalls im Einzel. 2006 gab Veronika Vítková ihr Debüt im Weltcup. In Hochfilzen belegte sie Rang 84 im Sprint und zehn mit der Staffel.
Nicht so erfolgreich verliefen die Juniorenweltmeisterschaften des Jahres 2007 in Martell, wo Vítkovás bestes Ergebnis Platz 12 war. Doch gewann sie bei den Junioreneuropameisterschaften in Bansko Bronze in der Verfolgung, nachdem sie im Sprint Fünfte geworden war. Bestes Ergebnis im Weltcup war ein achter Platz mit der Staffel 2007 in Ruhpolding. Ihre vierten Juniorenweltmeisterschaften lief die junge Tschechin 2008 in Ruhpolding. Nach einem sechsten Platz im Sprint gewann sie in der Verfolgung die Silbermedaille hinter Magdalena Neuner und im Einzel wurde sie Sechste.
Bei den Junioreneuropameisterschaften im heimischen Nové Město na Moravě gewann Veronika Vítková 2008 Bronze im Sprint und Silber in der Verfolgung. 2009 nahm sie bei den Juniorenweltmeisterschaften im kanadischen Canmore teil. Als Startläuferin wurde sie mit der tschechischen Staffel Weltmeisterin. Nach einem fünften Platz im Sprint gewann sie in der anschließenden Verfolgung die Silbermedaille hinter Miriam Gössner.

### Erste Erfolge und Rückschläge im Weltcup

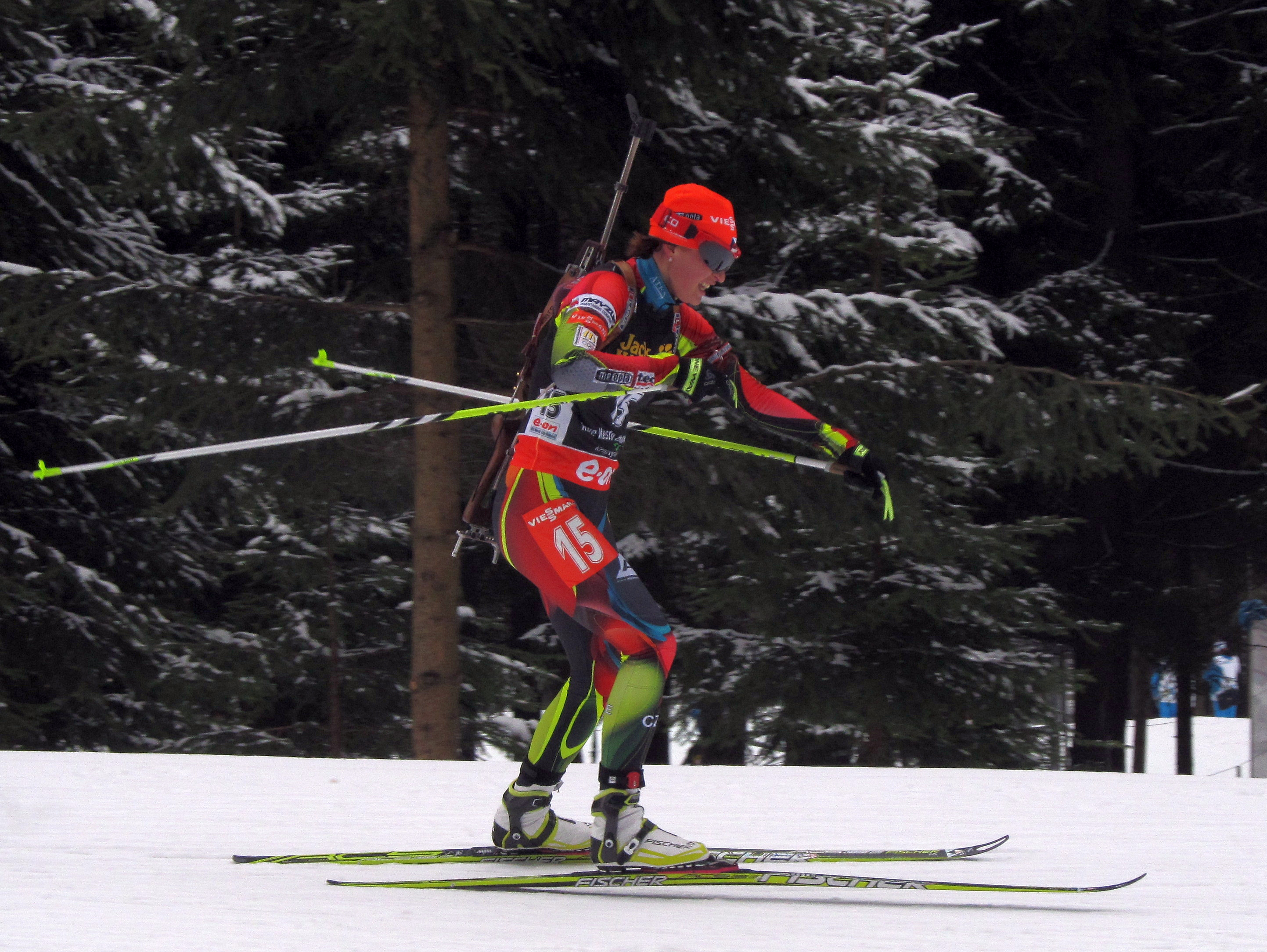
WM 2013 in Nové Město na Moravě

2008 nahm Veronika Vítková an den Biathlon-Weltmeisterschaften in Östersund teil. Nach einem 57. Rang im Sprint verzichtete sie auf die anschließende Verfolgung. Mit der Mixed-Staffel erreichte sie als Startläuferin den 12. Platz. Mit zwei Schießfehlern wurde sie im Einzel 14. und legte damit ihr bisher bestes Weltcupergebnis in einem Einzelrennen hin.
Bei der Weltmeisterschaft in Pyeongchang konnte Vítková wieder vor allem in der Verfolgung und im Einzel überzeugen. Nach Platz 18 im Sprint machte sie in der Verfolgung acht Plätze gut und erreichte zum ersten Mal die Top Ten im Weltcupbereich. In dem darauffolgenden Einzel konnte sie dieses Resultat noch einmal verbessern – mit einem Fehler beim letzten Schießen erreichte sie Rang 5. Ein erneuter zehnter Platz im abschließenden Massenstart bestätigte ihre gute WM-Form. Im Gesamtweltcup erreichte sie den 36. Rang.
Bei den Olympischen Winterspielen 2010 konnte Vítková nicht an die Erfolge der Weltmeisterschaften im Vorjahr anknüpfen. Ihr bestes Resultat war dein 24. Platz im Sprint. Die Folgesaison begann mit durchwachsenen Ergebnissen. Nachdem sie sich mit Platz 56 knapp für die Verfolgung von Östersund qualifiziert hatte, wurde sie in dem anschließenden Verfolgungsrennen auf der vierten Runde überrundet und aus dem Rennen genommen. In den folgenden Einzelrennen bis zu den Weltmeisterschaften kam die Tschechin nicht über einen 21. Platz in der Verfolgung von Presque-Isle heraus. Bei den Biathlon-Weltmeisterschaften 2011 in Sibirien erreichte sie mit dem 8. Platz im Einzel ihr bestes Saisonresultat und ihren einzigen Platz unter den Top Ten in dieser Saison.
In der Saison 2011/12 stand Vítková mit der tschechischen Mixed-Staffel erstmals auf dem Podium. Sie war dabei die Startläuferin und sicherte somit eine gute Ausgangsposition für den 2. Platz. Während der Saison konnte sie konstantere Ergebnisse erzielen und platzierte sich am Ende im Gesamtweltcup auf dem 25. Rang.
In der Weltcup-Saison 2012/13 konnte Vítková die Ergebnisse aus dem Vorjahr verbessern. Nach mehreren Top-Ten-Plätzen in den ersten Rennen der Saison konnte sie im Verfolger von Oberhof von Platz 16 auf Platz 2 laufen und stand damit zum ersten Mal in einem Einzelrennen auf dem Siegerpodest. Mit der Staffel und mit der Mixed-Staffel erreichte sie jeweils einmal einen dritten Platz im Saisonverlauf. Vor allem dem starken Saisonstart hat sie es zu verdanken, dass sie am Ende der Saison erstmals unter den besten 20 des Gesamtweltcups steht (Platz 16).

### Etablierung in der Weltspitze

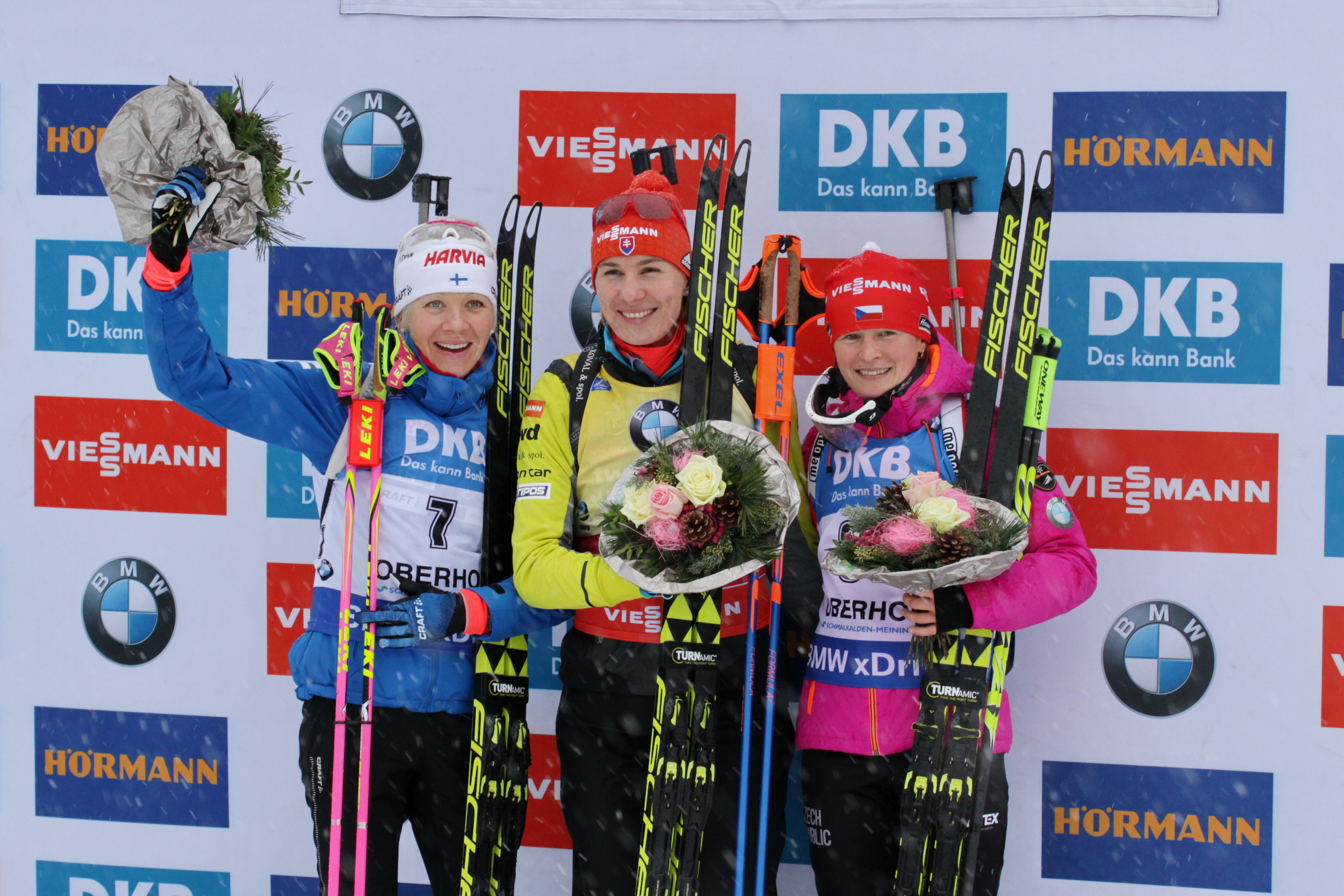
Siegerehrung im Januar 2018 in Oberhof, Mäkäräinen, Kuzmina und Vítková

Im ersten Rennen der Folgesaison stand Vítková gemeinsam mit Soukalová, Vítek und Moravec ganz oben auf dem Siegerpodest, nachdem sie mit der Mixed-Staffel vor den Norwegerinnen gewonnen hatten. Der Tschechin gelangen mit dem 2. Rang im Sprint von Hochfilzen und dem dritten Rang im Einzel von Oberhof zwei weitere Podestplätze. Bei den Olympischen Winterspielen 2014 gewann sie mit der tschechischen Mixed-Staffel die Silbermedaille. Auch im Massenstart und im Einzel konnte sie mit zwei Top-Ten-Resultaten gute Ergebnisse erzielen. Am Ende der Saison erreichte sie den 9. Platz im Gesamtweltcup.
Die Folgesaison startete ebenfalls mit sehr guten Platzierungen, unter anderem einem zweiten Platz im Sprint von Östersund. Nach der Winterpause fuhr sie ihren ersten Weltcupsieg in einem Einzelrennen ein. Nachdem sie zwei Tage zuvor mit der tschechischen Damenstaffel das Rennen gewonnen hatte, stand Vítková im Sprint von Oberhof mit 2 Strafrunden ganz oben. Die Damenstaffel in der Besetzung Puskarčíková, Soukalová, Landová und Vítková gewann in dieser Saison drei Staffelrennen sowie zwei weitere Podestplätze und sicherte sich den Weltcup in der Staffelwertung. Darüber hinaus gewann Vítková bei den Weltmeisterschaften in Kontiolahti die Goldmedaille in der Mixed-Staffel. Ihre beste Saison schloss die Tschechin in der Weltcupgesamtwertung auf dem vierten Rang ab.
In der Saison 2015/16 erreichte Vítková zwar 15 Mal ein Ergebnis unter den ersten zehn, blieb jedoch ohne Podestplatz in einem Einzelrennen. Auch bei den Weltmeisterschaften 2016 konnte Vitkova keinen Podiumsplatz belegen und blieb ohne Medaille. Die Saison beendete sie als achte im Gesamtweltcup.

### Letzte Jahre und Rücktritt
Nach einer ohnehin schwächeren ersten Saisonhälfte in der Folgesaison 2016/17 erreichte Veronika Vítková bei den Biathlon-Weltmeisterschaften 2017 kein Ergebnis in den Punkterängen in einem Einzelrennen und den 25. Rang in der Weltcupgesamtwertung.
Die Saison 2017/18 startete ähnlich wie im Vorjahr mit nur einem Top-Ten-Ergebnis vor der Weihnachtspause. Im zweiten Trimester konnte Vítková jedoch drei Podestplätze in zwei Sprints und einem Massenstart ergattern und sich so für die Olympischen Spiele 2018 qualifizieren. Dort bestätigte sie mit der Bronzemedaille im Sprintrennen die Vorergebnisse. Sie beendete die Saison wie zwei Jahre zuvor als Gesamtweltcup-Achte.
Bei den Sommerbiathlon-Weltmeisterschaften 2018 in Nové Město gewann sie Gold in der Verfolgung und Silber in der Mixed-Staffel.
In der Saison 2018/19 erreichte Vítková wieder deutlich schlechtere Ergebnisse. Insbesondere im Langlauf konnte sie kaum noch mit der Weltspitze mithalten. Allerdings stand sie in Oberhof mit der Staffel auf dem Podest. Insgesamt wurde sie mit nur einem Top-10-Resultat 30. im Gesamtweltcup.
Zu Beginn der Saison 2019/20 in Östersund wurde Veronika Vítková 45. im Sprint und gab im Einzel auf. Danach bestritt sie aus gesundheitlichen Gründen keine Rennen mehr und gab im April 2020 ihr Karriereende bekannt.

## Statistik

### Biathlon-Weltcup-Platzierungen
Die Tabelle zeigt alle Platzierungen (je nach Austragungsjahr einschließlich Olympische Spiele und Weltmeisterschaften).
- 1.–3. Platz: Anzahl der Podiumsplatzierungen
- Top 10: Anzahl der Platzierungen unter den ersten zehn (einschließlich Podium)
- Punkteränge: Anzahl der Platzierungen innerhalb der Punkteränge (einschließlich Podium und Top 10)
- Starts: Anzahl gelaufener Rennen in der jeweiligen Disziplin
- Staffel: inklusive Mixed- und Single-Mixed-Staffeln

| Platzierung | Einzel | Sprint | Verfolgung | Massenstart | Staffel | Gesamt |
| ----------- | ------ | ------ | ---------- | ----------- | ------- | ------ |
| 1. Platz    |        | 1      |            |             | 6       | 7      |
| 2. Platz    | 1      | 2      | 1          | 1           | 4       | 9      |
| 3. Platz    | 2      | 3      |            | 2           | 7       | 14     |
| Top 10      | 7      | 16     | 18         | 7           | 38      | 86     |
| Punkteränge | 18     | 60     | 55         | 32          | 69      | 234    |
| Starts      | 31     | 95     | 67         | 33          | 69      | 295    |

### Weltcupsiege
| Nr. | Datum        | Ort     | Disziplin |
| --- | ------------ | ------- | --------- |
| 1.  | 9. Jan. 2015 | Oberhof | Sprint    |

| Nr. | Datum         | Ort              | Disziplin       |
| --- | ------------- | ---------------- | --------------- |
| 1.  | 24. Nov. 2013 | Östersund        | Mixed-Staffel 1 |
| 2.  | 7. Jan. 2015  | Oberhof          | Staffel 2       |
| 3.  | 14. Jan. 2015 | Ruhpolding       | Staffel 2       |
| 4.  | 15. Feb. 2015 | Oslo             | Staffel 2       |
| 5.  | 5. März 2015  | Kontiolahti (WM) | Mixed-Staffel 3 |
| 6.  | 13. Feb. 2016 | Presque Isle     | Staffel 4       |

### Olympische Winterspiele
|                                             | Einzelwettbewerbe | Einzelwettbewerbe | Einzelwettbewerbe | Einzelwettbewerbe | Staffelwettbewerbe | Staffelwettbewerbe |
| Sprint                                      | Verfolgung        | Einzel            | Massenstart       | Damenstaffel      | Mixedstaffel       |                    |
| ------------------------------------------- | ----------------- | ----------------- | ----------------- | ----------------- | ------------------ | ------------------ |
| Olympische Winterspiele 2010 \| Vancouver   | 24.               | 37.               | 68.               | –                 | 16.                | –                  |
| Olympische Winterspiele 2014 \| Sotschi     | 16.               | 21.               | 6.                | 8.                | 3.                 | 2.                 |
| Olympische Winterspiele 2018 \| Pyeongchang | 3.                | 7.                | 18.               | 14.               | 12.                | 8.                 |